# Леньє Денніс
Леонард Денніс (англ. Leonard Dennis; нар. 13 листопада 1964, Левішам, Англія) — англійський та ямайський футболіст, нападник.

## Клубна кар'єра
Футбольну кар'єру розпочав у «Саттон Юнайтед» (вийшов у стартовому складі в поєдинку кубку Англії проти «Ковентрі Сіті»). Потім виступав за «Веллінг Юнайтед», «Вокінг» та «Біллерікей Таун». Також відзначився 6-ма голами в 34-х зіграних матчах за «Кінгстоніан».

## Кар'єра в збірній
У 1988 році зіграв 1 поєдинок за національну збірну Ямайки в поєдинку кваліфікації чемпіонату світу проти США.

## По завершенні кар'єри
Після завершення кар'єри Денніс працював викладачем у декількох різних школах.